# Convento di San Francesco a Folloni
Il convento di San Francesco a Folloni è un convento francescano che si trova a Montella, riconosciuto come monumento nazionale.
Dal dicembre 2014 il Ministero per i beni e le attività culturali ne gestisce il patrimonio storico-artistico tramite il Polo museale della Campania, nel dicembre 2019 divenuto Direzione regionale Musei.

## La storia
(Platea Venerabilis Conventus Sancti Francisci, Sebastiano Guerruccio, 1740-41)
Il convento di San Francesco a Folloni deve il suo nome al luogo dove, a quanto sembra, fu fondato dallo stesso san Francesco d'Assisi, di passaggio verso il santuario di San Michele sul Gargano, nel gennaio 1222 (il bosco di Folloni). Sembra che allora il Santo avesse lasciato alcuni suoi confratelli nel bosco infestato dai briganti perché vi realizzassero la prima chiesetta, dedicata alla Santissima Annunziata.

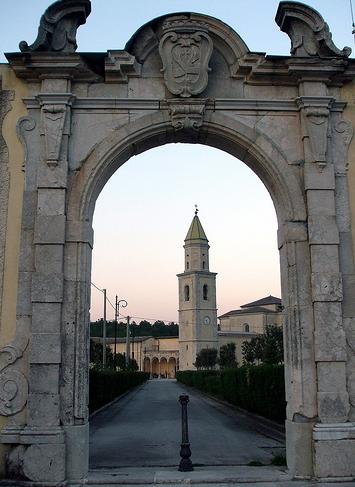
Il portale di accesso al convento

Il primo documento scritto che prova l'esistenza del convento è del 5 gennaio 1322: si tratta del rinnovo di un antico privilegio concesso ai frati dal principe di Taranto, Filippo I d'Angiò, e da sua moglie Caterina di Valois. Questo privilegio, consisteva nel permesso di poter pescare nel fiume Calore, attiguo al convento, poter fare legna nel bosco di Folloni, e poter macinare al Mulino del paese. Altri privilegi ottenne il convento dalla regina Giovanna I nel 1374, privilegi che confermavano e accrescevano le concessioni benevolmente elargite dagli Angioini, suoi predecessori, a partire da Carlo I d'Angiò che, insediatosi sul trono di Napoli nel 1266, d'accordo con papa Clemente IV, restituì libertà agli ordini monastici.
Dal 1482 ospitò anche la confraternita di San Bernardino da Siena, che però intorno al 1600 ottenne due cappelle presso la chiesa madre di Montella, e si trasferì lì.
Come attestano i documenti d'archivio conservati nella Biblioteca, la fabbrica diventò nei secoli sempre più imponente grazie ai benefici dei sovrani che si succedettero sul trono di Napoli e alla generosità dei feudatari. Imponente la trasformazione che il complesso visse soprattutto nel secolo XVI, cui sicuramente contribuì notevolmente la famiglia Cavaniglia.
Il convento venne soppresso nel decennio francese, tra il 1806 e il 1815, e molti dei suoi beni, in particolare molti dei libri custoditi nella sua biblioteca, andarono dispersi.

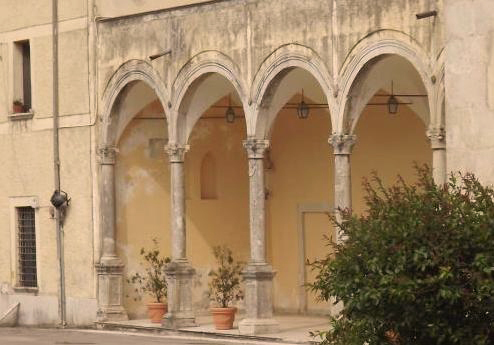
Il portico di accesso al convento, precedentemente accesso alla chiesa quattrocentesca

Il monastero in una foto degli anni '60

### Il miracolo del leccio e la fondazione leggendaria
Leggenda vuole che san Francesco, giunto a Montella, chiedesse ospitalità al feudatario presso il castello del paese. In assenza del signore, il castellano, ignaro della fama del poverello di Assisi, lo scacciò. Francesco, insieme ai suoi confratelli, si rifugiò allora nel bosco di Folloni, all'epoca infestato dai briganti, e passò la notte sotto un leccio. Quella notte nevicò abbondantemente e quantunque non avesse cessato, in tutto quel tempo, di far assaissima neve, nulladimeno non toccò quella né l'albero, né il luogo ove i frati dormivano. Il castellano insieme a tutta la popolazione accorsero la mattina dopo, e assistito al miracolo, chiesero a san Francesco di lasciare nel luogo due frati affinché realizzassero un convento.
Il leccio del miracolo fu conservato come reliquia sotto l'altare della chiesa per lungo tempo.

### La reliquia del sacco
Si narra che nell'inverno del 1224 i frati fossero rimasti bloccati dalla neve nella chiesa nel bosco infestato dai lupi. Stavano per morire di fame, quando sentirono bussare alla porta, e, aperto, trovarono un sacco pieno di pane con il contrassegno dei gigli di Francia. In quel momento Francesco d'Assisi era alla corte di Luigi VIII, e leggenda vuole che il santo avesse affidato agli angeli il pane per i suoi frati, chiesto per carità al re.
La tela del sacco fu conservata per tre secoli come tovaglia di altare. Nel Cinquecento cominciò ad essere spezzettata e distribuita come reliquia a diverse chiese e ai fedeli. Con l’avvento di Napoleone e prima della soppressione francese del convento, la reliquia fu affidata dai frati ai confrati dell’Arciconfraternita del Santissimo Sacramento di Montella che avevano il loro oratorio nella chiesa madre di Montella. La confraternita del Santissimo Sacramento infatti, proprio per la sua particolare natura giuridica, non fu oggetto di alcun intervento di soppressione o di sottrazione di alcun bene a seguito delle leggi eversive dei primi dell’ ‘800 ed anche di quella dell’agosto del 1867 n.3848 (Legge Rattazzi). Nel 1828, dopo la riapertura del convento, il vescovo di Nusco decise che la reliquia fosse divisa tra la chiesa madre di Montella e quella di San Francesco: una parte tornò ai frati di San Francesco ed un’altra parte continuò ad essere custodita dai confrati dell’Arciconfraternita del Santissimo Sacramento. La parte custodita dai frati di San Francesco, custodita sotto vuoto, andò persa per sempre nel tentativo di riaprirla. Quindi l’unico frammento ancora esistente era quello custodito per oltre 180 anni dai confrati dell’Arciconfraternita del Santissimo Sacramento. All'inizio del nuovo millennio Frà Agnello Stoia, padre guardiano del convento di San Francesco a Folloni, ne chiese la restituzione all’Arciconfraternita: cosa che puntualmente avvenne.
La reliquia è oggi conservata in un reliquiario realizzato appositamente e collocato nella cappella del Crocifisso, a destra dell'altare della chiesa.

## Il complesso

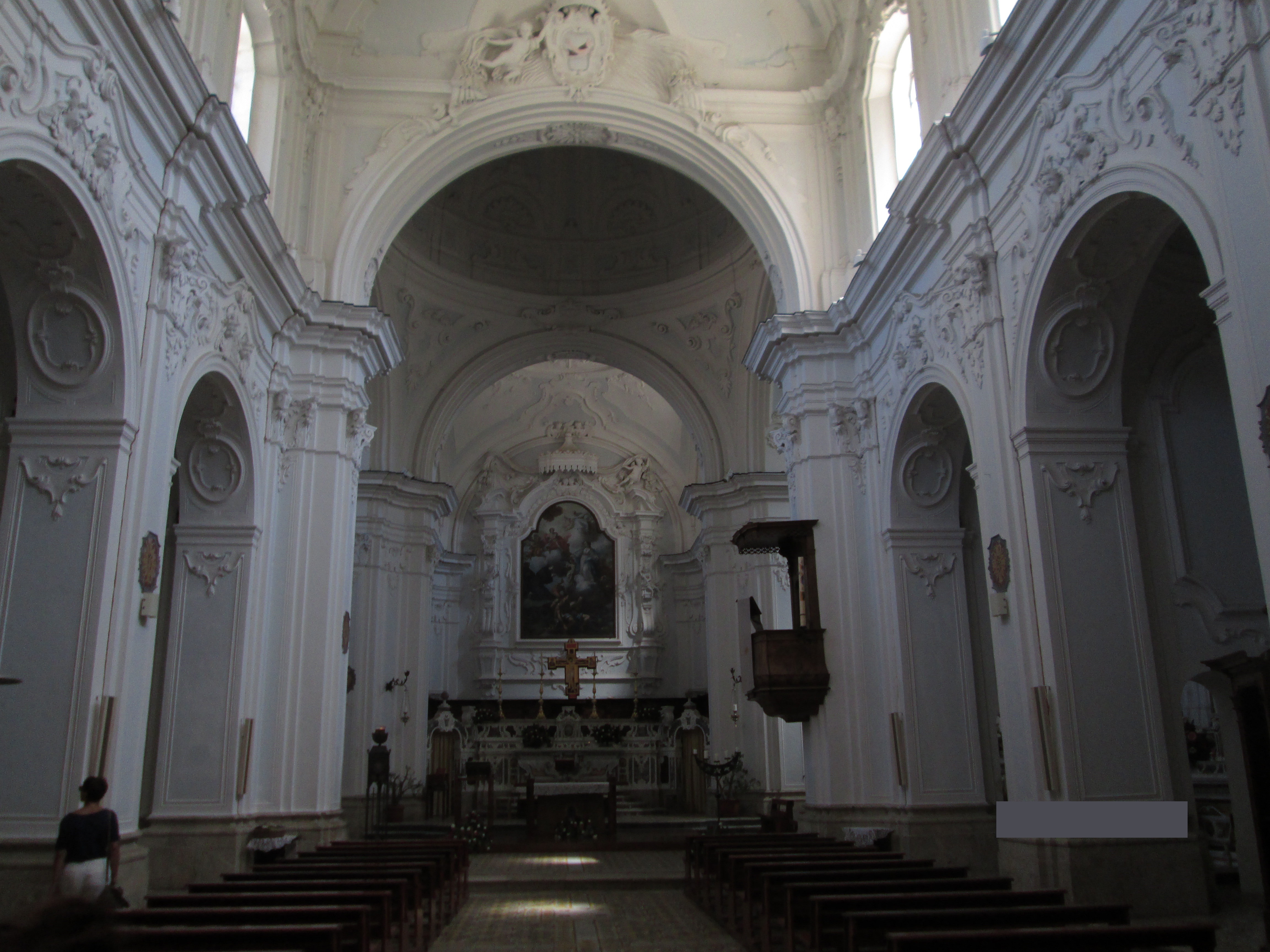
Interno della chiesa

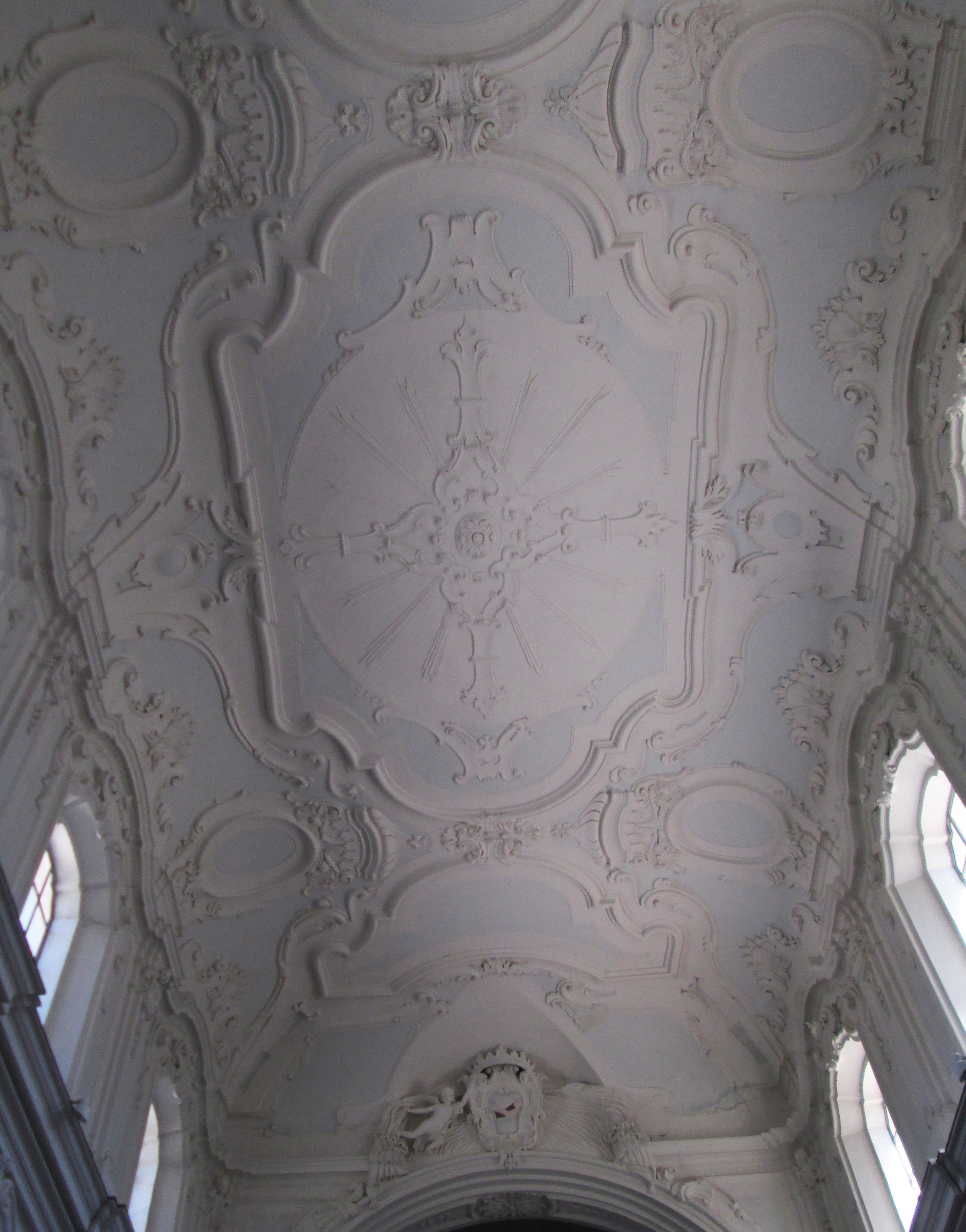
Il soffitto della chiesa con gli stucchi di Francesco Conforto del 1747

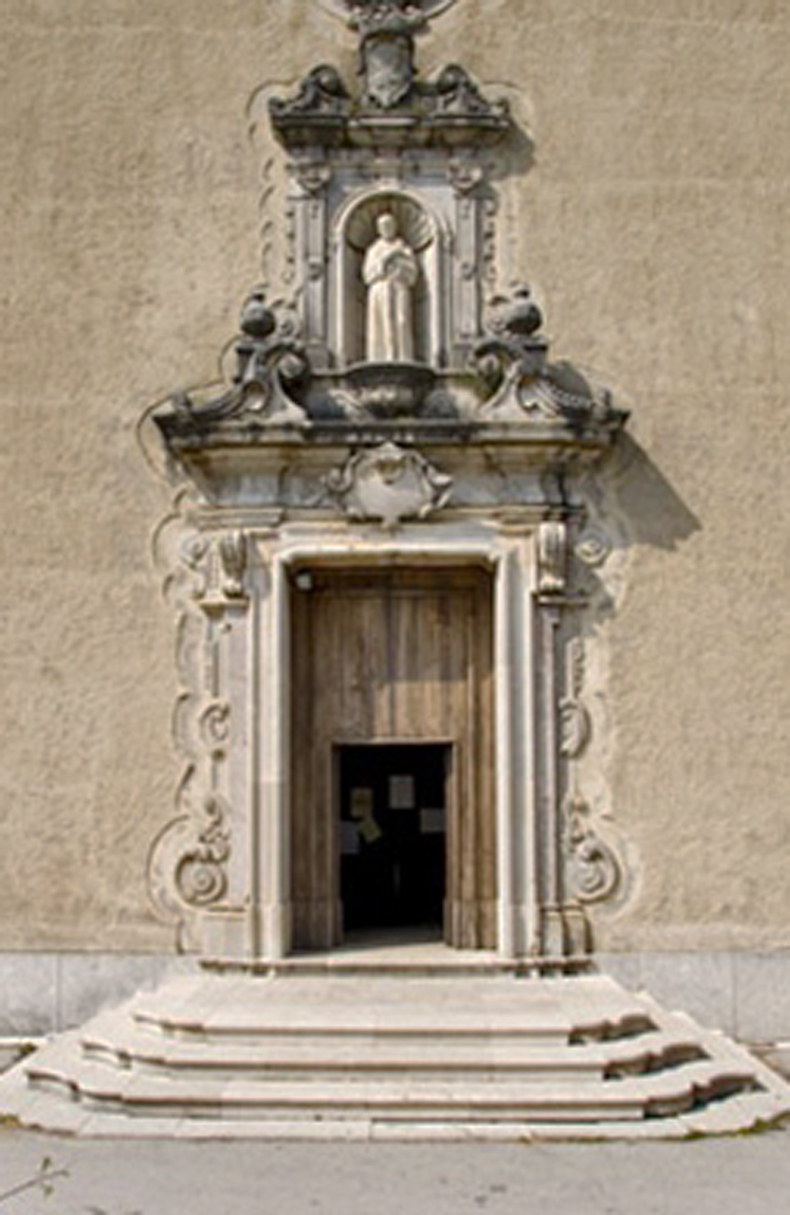
Il portale settecentesco della chiesa

La prima chiesetta duecentesca doveva trovarsi ove ora si trova l'edificio che ospita le celle dei frati. Nel XV secolo viene realizzata la seconda chiesa, che si trovava ove ora si trova il chiostro di accesso al convento, ad una nave con numerose cappelle laterali. Tra la chiesa duecentesca, integrata nel convento, e quella quattrocentesca venne poi realizzato il refettorio, attuale biblioteca.
L'odierno complesso architettonico è frutto di un rinnovato intervento edilizio della metà del Settecento, reso necessario in seguito al terremoto dell'anno 1732. I lavori consistettero nella costruzione di una nuova chiesa in stile barocco-rococò, ruotata di circa 90º rispetto alla precedente e realizzata più alta di 180 cm. Della chiesa tre-quattrocentesca rimane l'esonartece, ora portico di ingresso al convento, l'abside, oggi cappella del Crocifisso, che difatti si trova ad un livello inferiore, e il campanile che conserva l'impianto della seconda metà del XV secolo. Allo stesso programma edilizio appartiene il chiostro, interposto ai due ambienti precedenti, che ha occupato il luogo dell'antica chiesa, sin dal Trecento annessa al chiostro, oggetto della recente indagini di scavo. Tutta la restante parte della fabbrica è relativa agli spazi conventuali amministrati dai Frati Minori Conventuali, insistenti anch'essi su aree frequentate già dalle prime comunità religiose.
Nella chiesa settecentesca, di grande pregio gli stucchi di Francesco Conforto e il pavimento maiolicato datato 1750. Nella sacrestia, il sarcofago di Diego I Cavaniglia, conte di Montella morto nel 1481 nella battaglia di Otranto, opera di Jacopo della Pila. Incastonata nel pavimento del lato Est del transetto, la lastra sepolcrale della contessa Margherita Orsini, moglie del conte Cavaniglia, morta nel 1521.
Gli scavi iniziati dopo il terremoto dell'Irpinia del 1980 hanno portato alla luce i resti della chiesa tre-quattrocentesca, oltre a numerosi reperti. Tra questi, lo scheletro e le vesti funerarie del conte Cavaniglia.

### La fontana del miracolo
A nord-ovest del convento, nel bosco di Folloni, si trovano i ruderi della fontana del Miracolo. Si narra che Francesco, di ritorno dalla Puglia, si fermasse nuovamente a Montella, quando già era stato realizzato il primo nucleo del convento. Essendo torbide le acque del fiume Calore, per dissetare gli operai, fece sgorgare ai piedi di un cerro secco una sorgente di acqua limpida, sulla quale fu successivamente edificata la fontana. Della fontana non restano oggi che due lati delle mura e la pavimentazione.

## Museo dell'opera e biblioteca

Umberto II d'Italia all'arrivo al convento nel 1936.

Nel Museo dell'Opera annesso al convento di San Francesco sono conservati i beni artistici accumulatisi nei secoli. Di grande valore storico e artistico i paramenti sacri in broccato di seta del XVI secolo. Fanno parte della collezione del museo arredi e suppellettili lignee, ceramiche, argenti, stoffe, stampe che vanno dal XV al XIX secolo, nonché numerose reliquie. Dal 2011 è esposta la giornea del conte Diego I Cavaniglia, morto nel 1481; rinvenuta nel 2004 e sottoposta a lungo restauro, costituisce l'unico esempio di questo indumento ancora esistente al mondo.
Annessa al museo è la Biblioteca. Istituita nel XV secolo, fu saccheggiata dopo la soppressione del convento in epoca napoleonica. Ripristinata negli anni trenta del secolo scorso, ospitata nella sala cinquecentesca dell'ex refettorio, conserva opere edite in Italia e all'estero dai primi del Cinquecento a tutto il Settecento. Conserva attualmente circa 20.000 volumi.

### Appartamento di Umberto II
Adiacente alla biblioteca è la camera da letto di re Umberto II, più volte ospite del convento nel corso della seconda guerra mondiale, con gli arredi originali. Negli anni trenta fu la Casa reale a finanziare direttamente i lavori di restauro del convento e della chiesa. In quella occasione Umberto II donò al convento la statua di san Francesco che fu alloggiata nella nicchia sovrastante il portale della chiesa.

## Il ritrovamento delle spoglie e delle vesti di Diego I Cavaniglia

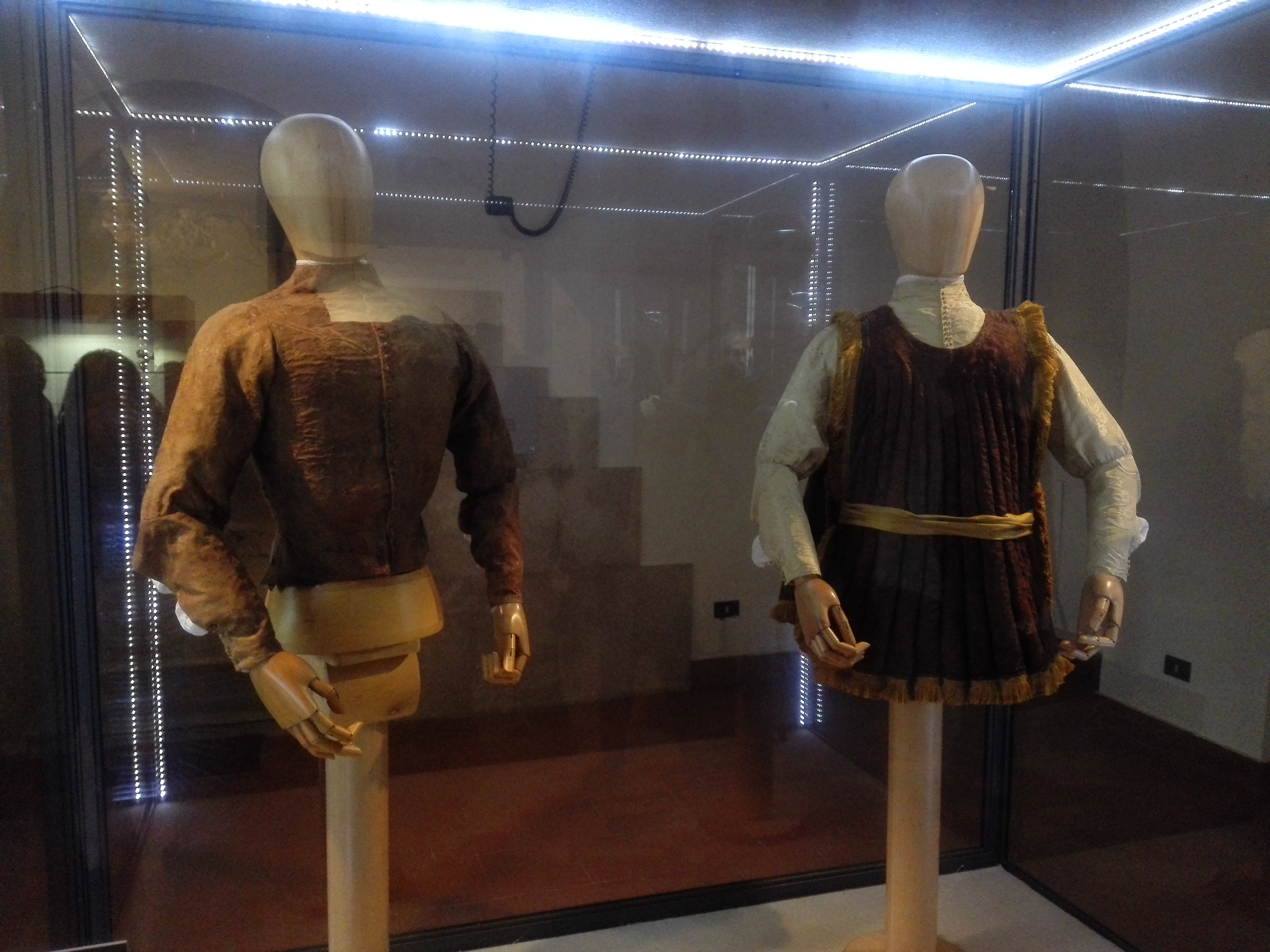
Le vesti di Diego I Cavaniglia, ritrovate nel 2004 ed esposte presso il Museo dell'Opera di San Francesco a Folloni

Nel 2004 grazie alle ricerche di fra' Agnello Stoia, guardiano del convento, si viene a conoscenza del fatto che nel 1980, durante i lavori di consolidamento successivi al terremoto dell'Irpinia, alcuni operai avevano rinvenuto uno scheletro nei pressi del sarcofago che avevano avvolto in una busta di plastica e riposto in una cavità del muro retrostante il monumento di Diego I. La busta con i resti e con gli indumenti funebri viene ritrovata nello stesso posto in cui era stata riposta. La notizia ha grande risalto e si avvia una campagna di ricerca per accertare l'appartenenza dei resti al Conte Diego I Cavaniglia, feudatario di Montella dal 1477 al 1481, morto nella battaglia di Otranto contro i Turchi. Il restauro degli indumenti affidato alla dottoressa Lucia Portoghesi rivelò che si trattava di una giornea e di un farsetto del XV secolo, confermando l'enorme importanza a livello internazionale della scoperta.
Lo studio dello scheletro viene affidato alla Divisione di Paleopatologia dell'Università di Pisa, che confermò che i resti appartenevano ad un individuo di sesso maschile, di circa trent'anni, alto pressappoco 175 cm e di prestante struttura fisica; tutti elementi che, accanto ai risultati di osservazioni e analisi più complesse, basate anche su precedenti analisi del DNA dei componenti della corte aragonese, hanno permesso l'attribuzione dello scheletro rinvenuto nel convento di San Francesco al conte Cavaniglia.

### Ilmonumento degli innamorati
Il sarcofago di Diego I Cavaniglia, realizzato dallo scultore Jacopo della Pila per volere della vedova, è stato adottato a monumento degli innamorati. La contessa vedova Margherita Orsini, infatti, nonostante fosse stata costretta a risposarsi, alla sua morte, nel 1521, volle essere sepolta accanto al primo marito, ai piedi del suo sarcofago (la lapide della contessa venne poi spostata a seguito dei lavori del XVIII secolo e posizionata nell'ala destra del transetto, dove si trova attualmente).

## La campagna di scavi e la necropoli medievale
Una campagna di scavi condotta tra i 2005 e il 2010 ha portato alla luce le strutture murarie dell'antica chiesa e, sotto il livello del pavimento del chiostro, una necropoli medievale francescana. Unico esempio per il Mezzogiorno d'Italia, casi analoghi sono attestati soltanto in alcuni contesti, oggetto di scavo, in Italia settentrionale. I corpi sono stati rinvenuti con le braccia incrociate sul petto ed un cuscino di pietre.
Databili dal 1190 al 1550, alcuni resti potrebbero appartenere a quei frati che, insieme a Francesco d'Assisi, si misero in cammino per diffondere la regola francescana nelle terre di Puglia e che il Santo decise di lasciare proprio a Montella, per fondarvi il convento. Sono in corso attualmente (2012) studi realizzati dall'Istituto Suor Orsola Benincasa, della University of Southern Denmark e della Duke University della Carolina del Nord.